# 3C 285
3C 285 là một thiên hà radio trong chòm sao Canes Venatici.